# Zwartoogje
Het zwartoogje (Miktoniscus patiencei) is een pissebed uit de familie Trichoniscidae. De wetenschappelijke naam van de soort is voor het eerst geldig gepubliceerd in 1946 door Vandel.